# Charles Mallet
Pour les articles homonymes, voir Charles Mallet (homme politique) et Mallet.
Pour les autres membres de la famille, voir Famille Mallet.
Charles Mallet (25 octobre 1815 à Jouy-en-Josas - 21 avril 1902 à Paris) est un banquier français.

## Biographie
Fils du banquier Jules Mallet et d'Émilie Oberkampf, il entre dans la banque familiale comme associé, puis comme chef de la Banque Mallet frères.
Cofondateur avec les frères Pereire du Crédit mobilier en 1852, il prend part à la création de la Compagnie générale transatlantique.
Entré au conseil d'administration de la Compagnie de chemins de fer PLM, Mallet en est vice-président (1872) puis président (1879-1891).
Il participe à la création du Crédit agricole et en devient administrateur.
Cofondateur de la Banque impériale ottomane, il en assure la présidence du comité français de 1863 à 1902, aux côtés de William Clay, puis de A. H. Layard, entre autres présidents du comité britannique.
Mallet est aussi président de la Société des chemins de fer autrichiens.

## Distinctions
- Chevalier de la Légion d'honneur[1].